# Liste der Bodendenkmäler in Ochsenfurt
Auf dieser Seite sind die Bodendenkmäler in der unterfränkischen Stadt Ochsenfurt zusammengestellt. Diese Tabelle ist eine Teilliste der Liste der Bodendenkmäler in Bayern. Grundlage ist die Bayerische Denkmalliste, die auf Basis des Bayerischen Denkmalschutzgesetzes vom 1. Oktober 1973 erstmals erstellt wurde und seither durch das Bayerische Landesamt für Denkmalpflege geführt wird. Die folgenden Angaben ersetzen nicht die rechtsverbindliche Auskunft der Denkmalschutzbehörde.

## Bodendenkmäler der Gemeinde Ochsenfurt

### Gemarkung Acholshausen
| Lage                    | Objekt                      | Akten-Nr.     | Bild |
| ----------------------- | --------------------------- | ------------- | ---- |
| Acholshausen (Standort) | Siedlung der Hallstattzeit. | D-6-6325-0193 |      |

### Gemarkung Darstadt
| Lage                | Objekt | Akten-Nr.     | Bild |
| ------------------- | --- | ------------- | ---- |
| Darstadt (Standort) | Neolithische Körperbestattungen, Brandgräber der Urnenfelderzeit sowie Brand- und Körpergräber und Siedlung der Hallstattzeit.                                                                                        | D-6-6325-0002 |      |
| Darstadt (Standort) | Siedlung der Linearbandkeramik und der Urnenfelderzeit. | D-6-6325-0007 |      |
| Darstadt (Standort) | Siedlung der Urnenfelderzeit. | D-6-6325-0011 |      |
| Darstadt (Standort) | Siedlung der Urnenfelderzeit und der Hallstattzeit sowie merowingerzeitliche Reihengräber. | D-6-6325-0083 |      |
| Darstadt (Standort) | Siedlung der Urnenfelderzeit und der jüngeren Latènezeit sowie ein rundes Erdwerk vorgeschichtlicher Zeitstellung. | D-6-6325-0085 |      |
| Darstadt (Standort) | Siedlung des Mittelneolithikums. | D-6-6325-0087 |      |
| Darstadt (Standort) | Siedlung des Neolithikums und der Hallstattzeit. | D-6-6325-0088 |      |
| Darstadt (Standort) | Siedlung der Linearbandkeramik, des Mittelneolithikums, der Bronzezeit, der Urnenfelderzeit, der Späthallstatt-/Frühlatènezeit und vermutlich des Endneolithikums sowie Körpergräber vorgeschichtlicher Zeitstellung. | D-6-6325-0195 |      |
| Darstadt (Standort) | Siedlung vorgeschichtlicher Zeitstellung. | D-6-6325-0203 |      |
| Darstadt (Standort) | Siedlung der Urnenfelderzeit und der Hallstattzeit. | D-6-6325-0214 |      |
| Darstadt (Standort) | Siedlung der Bronzezeit. | D-6-6325-0215 |      |
| Darstadt (Standort) | Siedlung der Linearbandkeramik. | D-6-6325-0278 |      |
| Darstadt (Standort) | Archäologische Befunde im Bereich der frühneuzeitlichen Katholischen Pfarrkirche St. Laurentius von Darstadt mit mittelalterlichem Vorgängerbau.                                                                      | D-6-6325-0280 |      |
| Darstadt (Standort) | Archäologische Befunde im Bereich des frühneuzeitlichen Schlosses in Darstadt über spätmittelalterlichem Vorgängerbau mit ehemalige Grabenanlage.                                                                     | D-6-6325-0281 |      |
| Darstadt (Standort) | Siedlung der Späthallstatt-/Frühlatènezeit. | D-6-6326-0080 |      |
| Darstadt (Standort) | Siedlung der Linearbandkeramik und des Mittelneolithikums. | D-6-6326-0081 |      |
| Darstadt (Standort) | Siedlung der Urnenfelderzeit. | D-6-6326-0168 |      |
| Darstadt (Standort) | Verebnete vorgeschichtliche Grabhügel. | D-6-6326-0170 |      |

### Gemarkung Eichelsee
| Lage                 | Objekt                                                     | Akten-Nr.     | Bild |
| -------------------- | ---------------------------------------------------------- | ------------- | ---- |
| Eichelsee (Standort) | Siedlung der Urnenfelderzeit und Wüstung des Mittelalters. | D-6-6326-0059 |      |

### Gemarkung Erlach
| Lage              | Objekt | Akten-Nr.     | Bild |
| ----------------- | --- | ------------- | ---- |
| Erlach (Standort) | Siedlung der Linearbandkeramik und des Spätneolithikums.                                                                                    | D-6-6226-0065 |      |
| Erlach (Standort) | Mittelalterliche oder neuzeitliche Hofwüstung.                                                                                              | D-6-6226-0066 |      |
| Erlach (Standort) | Neuzeitliches Pingenfeld. | D-6-6226-0067 |      |
| Erlach (Standort) | Grabhügel vorgeschichtlicher Zeitstellung.                                                                                                  | D-6-6226-0068 |      |
| Erlach (Standort) | Siedlung der Linearbandkeramik und des jüngeren Neolithikums.                                                                               | D-6-6226-0081 |      |
| Erlach (Standort) | Siedlung vor- und frühgeschichtlicher Zeitstellung.                                                                                         | D-6-6226-0082 |      |
| Erlach (Standort) | Siedlung der Urnenfelderzeit. | D-6-6226-0242 |      |
| Erlach (Standort) | Archäologische Befunde im Bereich der im Kern mittelalterlichen, frühneuzeitlichen Evangelisch-Lutherischen Kirche St. Johannes von Erlach. | D-6-6226-0252 |      |
| Erlach (Standort) | Archäologische Befunde des Mittelalters und der frühen Neuzeit im Bereich des ehemaligen Wasserschlosses in Erlach.                         | D-6-6226-0253 |      |
| Erlach (Standort) | Siedlung der Linearbandkeramik. | D-6-6326-0257 |      |

### Gemarkung Gaukönigshofen
| Lage                      | Objekt | Akten-Nr.     | Bild |
| ------------------------- | --- | ------------- | ---- |
| Gaukönigshofen (Standort) | Freilandstation des Mesolithikums und endneolithische Körpergräber sowie Siedlung der Linearbandkeramik, des Mittelneolithikums, des Jung- und Endneolithikums, der Urnenfelderzeit, der Hallstattzeit, der Latènezeit, der römischen Kaiserzeit, der Völkerwanderungszeit und der Merowingerzeit. | D-6-6326-0015 |      |

### Gemarkung Goßmannsdorf a.Main
| Lage                           | Objekt | Akten-Nr.     | Bild |
| ------------------------------ | --- | ------------- | ---- |
| Goßmannsdorf a.Main (Standort) | Siedlung der Urnenfelderzeit. | D-6-6326-0021 |      |
| Goßmannsdorf a.Main (Standort) | Siedlung des Mittel- und des Jungneolithikums.                                                                                        | D-6-6326-0022 |      |
| Goßmannsdorf a.Main (Standort) | Siedlung des Mittelneolithikums. | D-6-6326-0023 |      |
| Goßmannsdorf a.Main (Standort) | Siedlung der Linearbandkeramik. | D-6-6326-0083 |      |
| Goßmannsdorf a.Main (Standort) | Siedlung der Hallstattzeit. | D-6-6326-0084 |      |
| Goßmannsdorf a.Main (Standort) | Körpergräber des Endneolithikums oder der frühen Bronzezeit sowie Siedlung der Hallstattzeit und der frühen Latènezeit.               | D-6-6326-0086 |      |
| Goßmannsdorf a.Main (Standort) | Siedlung der Linearbandkeramik. | D-6-6326-0119 |      |
| Goßmannsdorf a.Main (Standort) | Siedlung der Linearbandkeramik und des Mittelneolithikums.                                                                            | D-6-6326-0129 |      |
| Goßmannsdorf a.Main (Standort) | Siedlung des Mittelneolithikums. | D-6-6326-0130 |      |
| Goßmannsdorf a.Main (Standort) | Verebnete Viereckschanze der späten Latènezeit.                                                                                       | D-6-6326-0167 |      |
| Goßmannsdorf a.Main (Standort) | Siedlung vor- und frühgeschichtlicher Zeitstellung.                                                                                   | D-6-6326-0169 |      |
| Goßmannsdorf a.Main (Standort) | Siedlung der Linearbandkeramik und der Urnenfelderzeit.                                                                               | D-6-6326-0254 |      |
| Goßmannsdorf a.Main (Standort) | Siedlung der jüngeren Latènezeit. | D-6-6326-0270 |      |
| Goßmannsdorf a.Main (Standort) | Archäologische Befunde des Mittelalters und der frühen Neuzeit im Ortsbereich von Goßmannsdorf a. Main.                               | D-6-6326-0330 |      |
| Goßmannsdorf a.Main (Standort) | Untertägige Teile der spätmittelalterlichen und frühneuzeitlichen Ortsbefestigung von Goßmannsdorf a. Main.                           | D-6-6326-0331 |      |
| Goßmannsdorf a.Main (Standort) | Untertägige Teile der mittelalterlichen und frühneuzeitlichen Katholischen Pfarrkirche St. Johannes Baptist von Goßmannsdorf a. Main. | D-6-6326-0332 |      |
| Goßmannsdorf a.Main (Standort) | Untertägige Teile der spätmittelalterlichen und frühneuzeitlichen Katholischen Kapelle zum Hl. Kreuz von Goßmannsdorf a. Main.        | D-6-6326-0333 |      |
| Goßmannsdorf a.Main (Standort) | Archäologische Befunde im Bereich der frühneuzeitlichen ehemalige Synagoge von Goßmannsdorf a.Main.                                   | D-6-6326-0375 |      |

### Gemarkung Hohestadt
| Lage                 | Objekt | Akten-Nr.     | Bild |
| -------------------- | --- | ------------- | ---- |
| Hohestadt (Standort) | Freilandstation des Paläolithikums, Siedlung der Linearbandkeramik, des Mittelneolithikums, der Urnenfelderzeit, der späten Hallstatt- und frühen Latènezeit sowie Siedlung des Jung- und des Endneolithikums und Bestattungsplatz vorgeschichtlicher Zeitstellung mit Körpergräbern des Neolithikums. | D-6-6326-0090 |      |
| Hohestadt (Standort) | Grabhügel vorgeschichtlicher Zeitstellung. | D-6-6326-0092 |      |
| Hohestadt (Standort) | Vorgeschichtliche Grabhügel. | D-6-6326-0093 |      |
| Hohestadt (Standort) | Siedlung des jüngeren Neolithikums und der Hallstattzeit. | D-6-6326-0095 |      |
| Hohestadt (Standort) | Siedlung des Neolithikums. | D-6-6326-0377 |      |
| Hohestadt (Standort) | Archäologische Befunde im Bereich der frühneuzeitlichen Katholischen Pfarrkirche Johannes der Täufer von Hohestadt. | D-6-6326-0379 |      |

### Gemarkung Hopferstadt
| Lage                   | Objekt | Akten-Nr.     | Bild |
| ---------------------- | --- | ------------- | ---- |
| Hopferstadt (Standort) | Siedlung der Linearbandkeramik, des Mittelneolithikums, des Spätneolithikums, der Bronzezeit, der Urnenfelderzeit, der Hallstattzeit, der Latènezeit, der römischen Kaiserzeit, der Völkerwanderungszeit und des frühen Mittelalters sowie Körpergräber vorgeschichtlicher Zeitstellung. | D-6-6326-0001 |      |
| Hopferstadt (Standort) | Siedlung des Neolithikums, der Urnenfelderzeit, der Hallstattzeit, der Latènezeit, der römischen Kaiserzeit, der Karolingerzeit und vermutlich des späten Mittelalters sowie Körpergräber vorgeschichtlicher Zeitstellung.                                                               | D-6-6326-0012 |      |
| Hopferstadt (Standort) | Siedlung der Urnenfelderzeit, der jüngeren Latènezeit und der römischen Kaiserzeit, Bestattungen vor- und frühgeschichtlicher Zeitstellung und Wüstung des frühen Mittelalters. | D-6-6326-0056 |      |
| Hopferstadt (Standort) | Siedlung des Altneolithikums, Siedlung und Grabenwerk des Mittelneolithikums, Siedlung des Jung- bis Endneolithikums, der Urnenfelderzeit, der Hallstattzeit und der römischen Kaiserzeit; verebnete Grabhügel vorgeschichtlicher Zeitstellung sowie Körpergräber des Endneolithikums.   | D-6-6326-0089 |      |
| Hopferstadt (Standort) | Körpergrab vor- und frühgeschichtlicher Zeitstellung. | D-6-6326-0101 |      |
| Hopferstadt (Standort) | Siedlung der frühen Latènezeit. | D-6-6326-0132 |      |
| Hopferstadt (Standort) | Siedlung des Mittelneolithikums und vorgeschichtliche verebnete Grabhügel. | D-6-6326-0133 |      |
| Hopferstadt (Standort) | Siedlung vorgeschichtlicher Zeitstellung. | D-6-6326-0134 |      |
| Hopferstadt (Standort) | Siedlung vor- und frühgeschichtlicher Zeitstellung. | D-6-6326-0173 |      |
| Hopferstadt (Standort) | Verebnete vorgeschichtliche Grabhügel. | D-6-6326-0174 |      |
| Hopferstadt (Standort) | Verebnete vorgeschichtliche Grabhügel. | D-6-6326-0175 |      |
| Hopferstadt (Standort) | Siedlung vorgeschichtlicher Zeitstellung. | D-6-6326-0176 |      |
| Hopferstadt (Standort) | Siedlung der Urnenfelderzeit und der Latènezeit. | D-6-6326-0177 |      |
| Hopferstadt (Standort) | Verebnete vorgeschichtliche Grabhügel. | D-6-6326-0178 |      |
| Hopferstadt (Standort) | Siedlung vor- und frühgeschichtlicher Zeitstellung. | D-6-6326-0179 |      |
| Hopferstadt (Standort) | Siedlung der jüngeren Latènezeit. | D-6-6326-0244 |      |
| Hopferstadt (Standort) | Siedlung der Urnenfelderzeit. | D-6-6326-0284 |      |
| Hopferstadt (Standort) | Siedlung der Hallstattzeit. | D-6-6326-0291 |      |
| Hopferstadt (Standort) | Siedlung der späten Urnenfelderzeit und der Hallstattzeit. | D-6-6326-0303 |      |
| Hopferstadt (Standort) | Siedlung vorgeschichtlicher Zeitstellung. | D-6-6326-0339 |      |
| Hopferstadt (Standort) | Siedlung vorgeschichtlicher Zeitstellung. | D-6-6326-0340 |      |
| Hopferstadt (Standort) | Archäologische Befunde des Mittelalters und der frühen Neuzeit im Ortsbereich von Hopferstadt. | D-6-6326-0381 |      |
| Hopferstadt (Standort) | Archäologische Befunde im Bereich der spätmittelalterlichen Ortsbefestigung aus Wall, Graben und Torhäusern in Hopferstadt, im 19. Jh. abgebrochen. | D-6-6326-0382 |      |
| Hopferstadt (Standort) | Archäologische Befunde im Bereich der mittelalterlichen und frühneuzeitlichen Katholischen Pfarrkirche St. Peter und Paul von Hopferstadt mit mittelalterlichen Vorgängerbauten sowie Körperbestattungen im ehemals ummauerten Kirchhof.                                                 | D-6-6326-0383 |      |
| Hopferstadt (Standort) | Archäologische Befunde im Bereich der spätmittelalterlichen Katholischen Kapelle St. Leonhard in Hopferstadt. | D-6-6326-0384 |      |

### Gemarkung Kleinochsenfurt
| Lage                       | Objekt | Akten-Nr.     | Bild |
| -------------------------- | --- | ------------- | ---- |
| Kleinochsenfurt (Standort) | Siedlung der Bronzezeit und mittelalterlicher Burgstall. | D-6-6326-0103 |      |
| Kleinochsenfurt (Standort) | Grabhügel der Hallstattzeit. | D-6-6326-0104 |      |
| Kleinochsenfurt (Standort) | Archäologische Befunde im Bereich der mittelalterlichen und frühneuzeitlichen Katholischen Pfarrkirche Maria Schnee von Kleinochsenfurt mit Körperbestattungen im ehemalige befestigten Kirchhof. | D-6-6326-0386 |      |
| Kleinochsenfurt (Standort) | Wachtturm des Spätmittelalters. | D-6-6326-0387 |      |
| Kleinochsenfurt (Standort) | Bestattungsplatz mit Grabhügel vorgeschichtlicher Zeitstellung. | D-6-6326-0403 |      |

### Gemarkung Ochsenfurt
| Lage                  | Objekt | Akten-Nr.     | Bild |
| --------------------- | --- | ------------- | ---- |
| Ochsenfurt (Standort) | Bestattungen des Endneolithikums. | D-6-6326-0008 |      |
| Ochsenfurt (Standort) | Siedlung der Hallstattzeit. | D-6-6326-0011 |      |
| Ochsenfurt (Standort) | Siedlung des Mittelneolithikums und der Hallstattzeit. | D-6-6326-0065 |      |
| Ochsenfurt (Standort) | Siedlung der Linearbandkeramik. | D-6-6326-0067 |      |
| Ochsenfurt (Standort) | Siedlung der Hallstattzeit und der jüngeren Latènezeit. | D-6-6326-0069 |      |
| Ochsenfurt (Standort) | Siedlung vorgeschichtlicher Zeitstellung. | D-6-6326-0070 |      |
| Ochsenfurt (Standort) | Siedlung der Urnenfelder- und der Hallstattzeit. | D-6-6326-0071 |      |
| Ochsenfurt (Standort) | Siedlung des Jungneolithikums. | D-6-6326-0098 |      |
| Ochsenfurt (Standort) | Siedlung des Neolithikums und der Hallstattzeit, Körpergräber der Glockenbecherkultur, verebnete vorgeschichtliche Grabhügel und spätmittelalterlich-frühneuzeitlicher Wartturm.                                                                                                   | D-6-6326-0135 |      |
| Ochsenfurt (Standort) | Siedlung der Hallstattzeit. | D-6-6326-0136 |      |
| Ochsenfurt (Standort) | Verebnete vorgeschichtliche Grabhügel. | D-6-6326-0137 |      |
| Ochsenfurt (Standort) | Siedlung des Alt- und Mittelneolithikums, des Jungneolithikums und der Urnenfelderzeit sowie vermutlich Freilandstation des Paläolithikums. | D-6-6326-0138 |      |
| Ochsenfurt (Standort) | Grabenwerk vor- und frühgeschichtlicher Zeitstellung. | D-6-6326-0160 |      |
| Ochsenfurt (Standort) | Siedlung vor- und frühgeschichtlicher Zeitstellung. | D-6-6326-0162 |      |
| Ochsenfurt (Standort) | Siedlung vor- und frühgeschichtlicher Zeitstellung. | D-6-6326-0163 |      |
| Ochsenfurt (Standort) | Siedlung vor- und frühgeschichtlicher Zeitstellung. | D-6-6326-0165 |      |
| Ochsenfurt (Standort) | Siedlung des älteren Neolithikums und des Jungneolithikums. | D-6-6326-0166 |      |
| Ochsenfurt (Standort) | Vorgeschichtliches Erdwerk und verebnete Grabhügel. | D-6-6326-0171 |      |
| Ochsenfurt (Standort) | Siedlung vorgeschichtlicher Zeitstellung. | D-6-6326-0272 |      |
| Ochsenfurt (Standort) | Siedlung der Hallstattzeit. | D-6-6326-0277 |      |
| Ochsenfurt (Standort) | Siedlung der jüngeren Latènezeit. | D-6-6326-0280 |      |
| Ochsenfurt (Standort) | Siedlung des Neolithikums und der Urnenfelderzeit. | D-6-6326-0283 |      |
| Ochsenfurt (Standort) | Siedlung vorgeschichtlicher Zeitstellung. | D-6-6326-0286 |      |
| Ochsenfurt (Standort) | Archäologische Befunde im Bereich einer abgegangenen Mühle des 15. Jahrhunderts mit Vorgängeranlage vermutlich des späten Mittelalters. | D-6-6326-0294 |      |
| Ochsenfurt (Standort) | Untertägige Teile einer Steinpfeilerholzbrücke vermutlich des 13./14. Jahrhunderts sowie der mehrbogigen steinernen Mainbrücke des frühen 16. Jahrhunderts (1512–20); im zentralen Bereich tiefgründig gestört.                                                                    | D-6-6326-0295 |      |
| Ochsenfurt (Standort) | Siedlung vorgeschichtlicher Zeitstellung. | D-6-6326-0299 |      |
| Ochsenfurt (Standort) | Siedlung vorgeschichtlicher Zeitstellung. | D-6-6326-0309 |      |
| Ochsenfurt (Standort) | Siedlung vorgeschichtlicher Zeitstellung, darunter des Neolithikums, der Urnenfelderzeit sowie der jüngeren Latènezeit. | D-6-6326-0344 |      |
| Ochsenfurt (Standort) | Siedlung des Neolithikums. | D-6-6326-0362 |      |
| Ochsenfurt (Standort) | Siedlung der Latènezeit. | D-6-6326-0363 |      |
| Ochsenfurt (Standort) | Archäologische Befunde des Mittelalters und der frühen Neuzeit im Bereich der Altstadt von Ochsenfurt. | D-6-6326-0364 |      |
| Ochsenfurt (Standort) | Archäologische Befunde im Bereich der spätmittelalterlichen und frühneuzeitlichen Stadtbefestigung in Ochsenfurt. | D-6-6326-0365 |      |
| Ochsenfurt (Standort) | Archäologische Befunde im Bereich der spätmittelalterlichen Burg Schlösschen über spätmittelalterlichem Vorgängerbau. | D-6-6326-0366 |      |
| Ochsenfurt (Standort) | Archäologische Befunde im Bereich der mittelalterlichen Katholischen Pfarrkirche St. Andreas von Ochsenfurt mit mittelalterlichem Vorgängerbau und frühneuzeitlichen Anbauten, Befunde im Bereich der spätmittelalterlichen Katholischen Michaelskapelle sowie Körperbestattungen. | D-6-6326-0367 |      |
| Ochsenfurt (Standort) | Archäologische Befunde im Bereich der spätmittelalterlichen und frühneuzeitlichen Katholischen Kirche Herz Jesu, ehemalige Spitalkirche, von Ochsenfurt. | D-6-6326-0368 |      |
| Ochsenfurt (Standort) | Archäologische Befunde im Bereich des ehemaligen frühneuzeitlichen Katholischen Kapuzinerklosters mit ehemalige Klosterkirche St. Maria von Ochsenfurt, jetzt Katholischen Hauskapelle.                                                                                            | D-6-6326-0369 |      |
| Ochsenfurt (Standort) | Archäologische Befunde im Bereich der spätmittelalterlichen Katholischen Kapelle St. Wolfgang bei Ochsenfurt. | D-6-6326-0370 |      |
| Ochsenfurt (Standort) | Siedlung der Urnenfelderzeit. | D-6-6326-0396 |      |

### Gemarkung Sommerhausen
| Lage                    | Objekt                                                         | Akten-Nr.     | Bild |
| ----------------------- | -------------------------------------------------------------- | ------------- | ---- |
| Sommerhausen (Standort) | Siedlung der jüngeren Latènezeit und der römischen Kaiserzeit. | D-6-6326-0269 |      |

### Gemarkung Tückelhausen
| Lage                    | Objekt | Akten-Nr.     | Bild |
| ----------------------- | --- | ------------- | ---- |
| Tückelhausen (Standort) | Spätmittelalterliche Hofwüstung. | D-6-6326-0013 |      |
| Tückelhausen (Standort) | Siedlung der Linearbandkeramik, des Jungneolithikums, der Urnenfelderzeit und der Hallstattzeit sowie Körpergräber der Hallstattzeit. | D-6-6326-0039 |      |
| Tückelhausen (Standort) | Siedlung des Neolithikums, der Hallstattzeit, der frühen Latènezeit und vermutlich der Bronzezeit. | D-6-6326-0053 |      |
| Tückelhausen (Standort) | Siedlung der jüngeren Latènezeit. | D-6-6326-0107 |      |
| Tückelhausen (Standort) | Siedlung der Linearbandkeramik, des Mittelneolithikums, der Michelsberger Kultur, der späten Urnenfelderzeit und der Hallstattzeit sowie verebnete vorgeschichtliche Grabhügel, daraus Funde der Hallstattzeit.                                                        | D-6-6326-0108 |      |
| Tückelhausen (Standort) | Neolithisches Grabenwerk mit Körpergräbern sowie Siedlung der Linearbandkeramik und der Hallstattzeit. | D-6-6326-0109 |      |
| Tückelhausen (Standort) | Bestattungen der Glockenbecherkultur. | D-6-6326-0110 |      |
| Tückelhausen (Standort) | Siedlung der Linearbandkeramik, Körpergräber der Schnurkeramik und verebnete vorgeschichtliche Grabhügel, daraus Funde der Hallstattzeit. | D-6-6326-0111 |      |
| Tückelhausen (Standort) | Siedlung der Urnenfelderzeit. | D-6-6326-0112 |      |
| Tückelhausen (Standort) | Siedlung der Urnenfelderzeit und Wüstung des Hochmittelalters. | D-6-6326-0267 |      |
| Tückelhausen (Standort) | Siedlung vorgeschichtlicher Zeitstellung. | D-6-6326-0341 |      |
| Tückelhausen (Standort) | Siedlung der Metallzeit. | D-6-6326-0388 |      |
| Tückelhausen (Standort) | Archäologische Befunde im Bereich des mittelalterlichen und neuzeitliches Klosters in Tückelhausen sowie Befunde im Bereich der mittelalterlichen und frühneuzeitlichen ursprünglichen Klosterkirche und heutigen Katholischen Pfarrkirche St. Georg von Tückelhausen. | D-6-6326-0389 |      |
| Tückelhausen (Standort) | Archäologische Befunde des Mittelalters im Bereich der ruinösen ehemalige Pfarrkirche St. Lambertus von Tückelhausen. | D-6-6326-0390 |      |

### Gemarkung Winterhausen
| Lage                    | Objekt                                    | Akten-Nr.     | Bild |
| ----------------------- | ----------------------------------------- | ------------- | ---- |
| Winterhausen (Standort) | Siedlung vorgeschichtlicher Zeitstellung. | D-6-6326-0397 |      |

### Gemarkung Zeubelried
| Lage                  | Objekt | Akten-Nr.     | Bild |
| --------------------- | --- | ------------- | ---- |
| Zeubelried (Standort) | Grabhügel der mittleren Bronzezeit. | D-6-6326-0116 |      |
| Zeubelried (Standort) | Siedlung der Linearbandkeramik und des Mittelneolithikums. | D-6-6326-0180 |      |
| Zeubelried (Standort) | Verebnetes viereckiges Grabenwerk. | D-6-6326-0181 |      |
| Zeubelried (Standort) | Siedlung der jüngeren Latènezeit. | D-6-6326-0241 |      |
| Zeubelried (Standort) | Archäologische Befunde im Bereich der mittelalterlichen und neuzeitlichen Katholischen Pfarrkirche St. Blasius von Zeubelried mit Körperbestattungen im Kirchhof. | D-6-6326-0394 |      |
| Zeubelried (Standort) | Siedlung vorgeschichtlicher Zeitstellung. | D-6-6326-0395 |      |